# Чёрная Речка (заказник)
Чёрная Речка (укр. Чорна річка, крымскотат. Çorğuna özeni, Чоргъуна озени) — существовавший в 1974—1990 годах геологический заказник республиканского значения в Крыму, на территории Балаклавского района Севастополя, в каньоне реки Чёрной (Чорунь). Каньон объявлен в 1947 году памятником природы, а в 1974 году геологическим заказником республиканского значения. 31 мая 1990 года вошёл в состав Байдарского ландшафтного заказника государственного значения.
Землепользователем территорий заказника являлось Государственное предприятие «Севастопольское опытное лесоохотничье хозяйство». Заказник располагался на территории его Чернореченского лесничества. Ближайшие населённые пункты — сёла Широкое (крымскотат. Büyük Muskomiya) и Черноречье (крымскотат. Çorğuna, Чоргъуна).
Площадь заказника 150 гектаров. Расположен в западной низкогорной части главной гряды Крымских гор в каньоне реки Чёрной, которая имеет длину 41 км и является второй по полноводности рекой Крыма. Ширина каньона 15-20 метров при глубине реки 1,5-2 метра скал до нескольких десятков метров. По течению реки Чёрной в 1956 году создали крупнейшее в Крыму Чернореченское водохранилище объёмом 64,2 млн. м³ для снабжения питьевой водой Севастополя. Плотина водохранилища построена перед каньоном, поэтому 2 км этой стороны попали в защитную зону водохранилища. С 1990 года каньон стал частью Байдарского заказника, созданного для защиты водозабора реки Чёрной.

## Описание
Заповедник создан для защиты 12-километрового каньона реки Чёрной, который начинается в конце Байдарской долины (крымскотат. Baydar uva) недалеко от подножия горы Кизил-Кая (Красная Скала), чья высота выносит около 50 м. Если в начале каньона высота окружающих гор составляет 578,8-592,5 м, то в конце 262—263 м. При входе в каньон средний расход воды составляет 1,94 м³/c. В глубоком узком каньоне пролегает извилистое русло реки, которое пробило в верхнеюрских известняковых скалах проход с многочисленными выступами, нишами, труднопроходимыми перекатами, каскадами, навалами каменных глыб, чередующихся с поймами. Вдоль крутых берегов каньона идут выходы скальной породы, покрытые на более пологих местах тонким слоем почвы. В период паводков, затяжных дождей каньон на всю ширину заполняют бурные водяные потоки, за что его называют уменьшенным «Крымским Дарьялом». В верхней части каньона проходимым является только левый берег и вокруг русла размещены пойменные луга — Мельникова поляна под горой Исар-Кая, Партизанская поляна, за которой идет резкое сужение скальных берегов. В этом месте отвесные скалы подходят к руслу реки и не оставляют места даже для тропы, делая эту часть каньона непроходимой. Сужение скальных берегов простирается до первого поворота реки возле Ворот, где впадает приток Ялтауз. Там проходным становится правый берег, где посреди каньона размещена археологический памятник пещера Шайтан-Коба. В ней обнаружены следы пребывания первобытного человека. Вход к каньону запрещен из соображений безопасности.
На склонах каньона растёт бук («Fagus orientalis» Lipsky), можжевельник («Juniperus»), ива («Salix L.»), папоротник («Polypodiopsida»), бересклет карликовый («Euonymus europaeus»), занесенным в Красную книгу, мох («Bryophyta»), лишайники («Lichenes»). В заводях случается камыши («Phragmites cumunis»), петушки болотные («Iris pseudacorus»).

## Галерея
- Чернореченский каньон